# Личне заменице
Личне заменице су подгрупа заменица која постоји у свим природним језицима.
Личне заменице означавају лица (прво, друго и треће). Оне су једини начин означавања првог и другог лица, а у трећем лицу замењују именице.

## Употреба
По начину употребе заменица језици се могу поделити у две групе:
- неки језици омогућавају изостављање заменица у служби субјекта (нпр. српски: ја спавам или спавам); ти се језици у енглеском називају pro-drop (pronoun dropping, „изостављање заменица“);
- други језици не омогућавају изостављање заменица (нпр. енглески: не може се изоставити I у I am sleeping).

Тек мали број језика у свету не омогућава изостављање заменица, али је занимљиво да их у Европи има доста: сви германски језици и француски.

## У српском језичком стандарду
Категорију лица имају личне и присвојне заменице, те глаголи, док се она више не лучи у показним заменицама. Категорија лица може се јавити у једнини и множини.
Битна особина заменица је појављивање скраћених (енклитичких) облика у многим падежима, при чему скраћени облици долазе на друго место у реченици по правилном редоследу речи.

### Облици
| ј е д н и н а | Н  | ја          | ти        | он        | она        | оно       |
| ј е д н и н а | Г  | мене, ме    | тебе, те  | њега, га  | ње, је     | њега, га  |
| ј е д н и н а | Д  | мени, ми    | теби, ти  | њему, му  | њој, јој   | њему, му  |
| ј е д н и н а | А  | мене, ме    | тебе, те  | њега, га  | њу, ју, је | њега, га  |
| ј е д н и н а | В  | -           | ти        | -         | -          | -         |
| ј е д н и н а | И  | мном, мноме | тобом     | њим, њиме | њом, њоме  | њим, њиме |
| ј е д н и н а | Л  | мени        | теби      | њему      | њој        | њему      |
| м н о ж и н а | Н  | ми          | ви        | они       | оне        | она       |
| м н о ж и н а | Г  | нас         | вас       | њих, их   | њих, их    | њих, их   |
| м н о ж и н а | Д  | нама, нам   | вама, вам | њима, им  | њима, им   | њима, им  |
| м н о ж и н а | А  | нас         | вас       | њих, их   | њих, их    | њих, их   |
| м н о ж и н а | В  | -           | ви        | -         | -          | -         |
| м н о ж и н а | ИЛ | нама        | вама      | њима      | њима       | њима      |

### Правила
Ако говоримо о ненаглашеном облику, обичан облик трећег лица једнине женског рода у акузативу једнине је ју, а не је. Облик ју се може употребљавати и ради избегавања понављања истог слога, на пример:
- Видео ју је. (Видео је је.)
- Где ју је ставио? (Где је је ставио?)

Акузатив једнине личне заменице он може гласити и њ уз предлоге кроз, над, под, пред, уз који добивају покретни самогласник а.
- кроза њ, нада њ, пода њ, преда њ, уза њ

Наглашени облици се употребљавају кад су у супротности један према другом, ради истицања или иза неких предлога:
- Окривиће тебе, а не мене.
- Верујем њему.
- Учинио је то без мене.

За разлику од неких других језика (на пример енглеског), у српском језику се заменице не морају наводити уз глаголске облике, а ако се наводе, то је ради истицања.
- био је видео, посматрасмо, ходала је, видех, трчиш, писаће (нормална употреба)
- он је био видео, ми посматрасмо, она је ходала, ја видех, ти трчиш, он/оно ће писати (истицање)

### Правопис
Личне заменице се могу писати великим почетним словом ако се односе на Бога:
- У Њему је спасење.

У дописивању с појединцима, лична заменица ви се у свим својим облицима може писати великим словом.
- Молим Вас да размотрите моју молбу!

Али ако се обраћамо већем броју људи, заменица се пише малим словом:
- Јављамо вам да је семинар одложен.

## Везе
- заменице